# Stelletta orthotriaena
Stelletta orthotriaena är en svampdjursart som beskrevs av Koltun 1966. Stelletta orthotriaena ingår i släktet Stelletta och familjen Ancorinidae. Inga underarter finns listade i Catalogue of Life.